# Pycreus pubescens
Pycreus pubescens är en halvgräsart som beskrevs av William Bertram Turrill. Pycreus pubescens ingår i släktet Pycreus och familjen halvgräs. Inga underarter finns listade i Catalogue of Life.